# Renzo Cramerotti
Renzo Cramerotti (Trento, 9 dicembre 1947) è un ex giavellottista italiano, attivo negli anni 1970.

## Biografia
Vinse la medaglia d'oro ai Giochi del Mediterraneo del 1971 e la medaglia di bronzo nell'edizione successiva della stessa manifestazione .
Nel 1972 partecipò ai Giochi olimpici di Monaco di Baviera ma non riuscì a qualificarsi per la finale.
Nel suo palmarès figurano sette titoli di campione italiano, conquistati dal 1970 al 1973 e dal 1975 al 1977.

## Palmarès
| Anno | Manifestazione          | Sede   | Evento                 | Risultato | Prestazione | Note |
| ---- | ----------------------- | ------ | ---------------------- | --------- | ----------- | ---- |
| 1971 | Giochi del Mediterraneo | Smirne | Lancio del giavellotto | Oro       | 78,04 m     |      |
| 1975 | Giochi del Mediterraneo | Algeri | Lancio del giavellotto | Bronzo    | 69,84       |      |